# Tuomikari (ö i Nystadsregionen)
Tuomikari är en ö i Finland. Den ligger i Skärgårdshavet och i kommunen Nystad i den ekonomiska regionen  Nystadsregionen i landskapet Egentliga Finland, i den sydvästra delen av landet. Ön ligger omkring 53 kilometer nordväst om Åbo och omkring 200 kilometer väster om Helsingfors.
Öns area är 0,8 hektar och dess största längd är 180 meter i sydöst-nordvästlig riktning.